# Xijir Ulan Hu
Xijir Ulan Hu (kinesiska: 西金乌兰湖) är en sjö i Kina. Den ligger i provinsen Qinghai, i den nordvästra delen av landet, omkring 1 000 kilometer väster om provinshuvudstaden Xining. Xijir Ulan Hu ligger 4 772 meter över havet. Arean är 274 kvadratkilometer. Den sträcker sig 15,5 kilometer i nord-sydlig riktning, och 31,5 kilometer i öst-västlig riktning.
Genomsnittlig årsnederbörd är 258 millimeter. Den regnigaste månaden är juli, med i genomsnitt 59 mm nederbörd, och den torraste är december, med 1 mm nederbörd.